# Daniel Spitzer

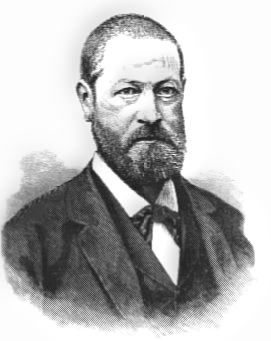
Daniel Spitzer

Daniel Spitzer (geboren 3. Juli 1835 in Wien, Kaisertum Österreich; gestorben 11. Januar 1893 in Meran, Österreich-Ungarn) war ein österreichischer Autor, im bürgerlichen Beruf zunächst beamteter Jurist und später Journalist, von dessen Veröffentlichungen in allen schriftstellerischen Bereichen (Novellen, Lyrik, Essay,  Feuilleton-Kolumnen) seine humoristischen Satiren und Aphorismen heute am bekanntesten sind.

## Leben
Der Fabrikantensohn jüdischen Glaubens wuchs in der Wiener Innenstadt auf, absolvierte das achtjährige Akademische Gymnasium und danach ein Studium in Wien mit juristischen, staatswissenschaftlichen, historischen und philosophischen Inhalten. Den akademischen Abschluss machte er 1860 in den Rechtswissenschaften. Damit wurde er dann für insgesamt acht Jahre Beamter in der niederösterreichischen Handels- und Gewerbekammer, wo er sozial- und nationalökonomische Studien und Streitschriften z. B. gegen die hohen Frachtsätze beim Kohlentransport durch die Eisenbahn verfasste. Danach demissionierte er aus dem von ihm ungeliebten hierarchischen Behördenumfeld und lebte seither als freier Schriftsteller und Journalist von seinen populären Kolumnen und Satiren, die er in deutschsprachigen Feuilletons und Zeitschriften des In- und Auslands veröffentlichte.
Bereits als Gymnasiast und Student hatte er sporadisch kleine humoristische Beiträge bei den Münchner Fliegenden Blättern und dem Berliner Kladderadatsch untergebracht. Beim 1857 neu gegründeten liberalen humoristischen Wiener Wochenblatt Figaro (1857–1919) gehörte Daniel Spitzer von Anfang an zu den regelmäßigen Mitarbeitern. Er erfand verschiedene eigene Typus-Figuren, die er seine kritischen und hintersinnigen Gedanken zur Zeit aussprechen ließ. Beispiel: sein Räsoneur Itzig Kneipeles aus Nikolsburg schrieb Briefe an einen imaginären Freund in Tarnow, eine Kolumne, die von 1862 bis 1870 kontinuierlich weitergestrickt wurde. In einer weiteren Kolumne namens Wiener Spaziergang wurden Spitzers Causerien für sechs Jahre zunächst im Lokalanzeiger und dann im Feuilletonteil der Presse publiziert. Deren erste erschien am 25. Juni 1865 und wurde kontinuierlich über 27 Jahre lang zu einem Wiener Gesellschaftsereignis, das man sonntags gelesen haben musste, um in liberalen Kreisen mitreden zu können. Ende 1871 wechselte er mitsamt Kolumne zur Deutschen Zeitung und ab November 1873 bis April 1892 zur Neuen Freien Presse. Während die ersten Ausgaben mehr oder weniger eine literarisch-satirische Wochenschau boten, wurden sie schon sehr bald thematisch und stilistisch zugespitzter und hielten ein hohes Niveau, in das Spitzer viel Arbeit steckte.

Als altliberaler Humanist schoss Daniel Spitzer häufig verbale Breitseiten gegen politische und soziale Missstände. Die National-Konservativen unter seinen Zeitgenossen verabscheuten ihn dafür. Seine Kritiker von links vermissten eine auf handfeste Veränderungen der Macht- und Besitzverhältnisse gerichtete Sozialkritik. Dabei propagierte er keine Moral, sondern veranlasste als echter Satiriker den Leser zu neuen Denkansätzen und Bewusstwerdungen. Karl Kraus sah in ihm ein leuchtendes Vorbild unter den österreichischen Schreibern von Rang. Wörtlich sagte er von ihm, er wisse 

„nach Nestroy, im Gebiete der Sprachsatire und lyrischen Prosa keinen Größeren und Stärkeren anzureihen“

 und sah in ihm den „neben Kürnberger und Speidel bedeutendsten Schriftsteller der Wiener Tagespresse“ (zitiert nach Walter Obermaiers Text zur Wiener Ausstellung). Spitzer sei es gewesen, „der der Vergänglichkeit Perspektive gab und den Einzelfall durch den Humor der Distanz zum Typus erhöhte“.
Neben dieser essayistischen Haupttätigkeit schrieb und publizierte er gelegentlich Lyrik, seine „Lieder eines Wiener Flaneurs“ entstanden 1864/65. Seine Novellen Das Herrenrecht von 1877 und "Verliebte Wagnerianer" 1880 waren populär und fanden mehrere Nachdrucke. Seine Wiener Spaziergänge erschienen nach und nach auch in Buchform, wurden in mehrere Fremdsprachen übersetzt. Einige Essays, die ihm thematisch nicht für die Neue Freie Presse zu passen schienen, veröffentlichte er unter anderem in der Berliner Zeitschrift Gegenwart.
Im Verlauf des Februar 1891 erkrankte der damals 55-jährige Daniel Spitzer, dem zunächst eine winterliche Grippe zugesetzt hatte, an einem Tumor der Gesichtspartie. Zur Kur übersiedelte er nach einer leichten Besserung im Oktober jenes Jahres nach Meran. Aber die Kräfte nahmen mit Fortschreiten der Krebserkrankung dann ständig ab, sodass er seine Wiener Wohnung auflöste und im Januar 1893 seiner Krankheit erlag. Er wurde auf dem Jüdischen Friedhof in Meran beigesetzt „unter einem Gedenkstein aus weißem Laaser Marmor“. Im Zuge der nationalsozialistischen Herrschaftspraxis wurde der Friedhof 1942 weitgehend zerstört und erst späteren Jahres unter einem Gemeinschaftsgedenkstein die Totenruhe wiederhergestellt. Der literarische Nachlass liegt in der Wiener Stadt- und Landesbibliothek, deren wissenschaftlicher Bibliothekar Walter Obermaier für Neuausgaben (1986) und Ausstellungen (1993) zu Daniel Spitzers Werk und Gedenken sorgte.
Im Jahr 1925 wurde in Wien-Währing (18. Bezirk) die Spitzergasse nach ihm benannt.

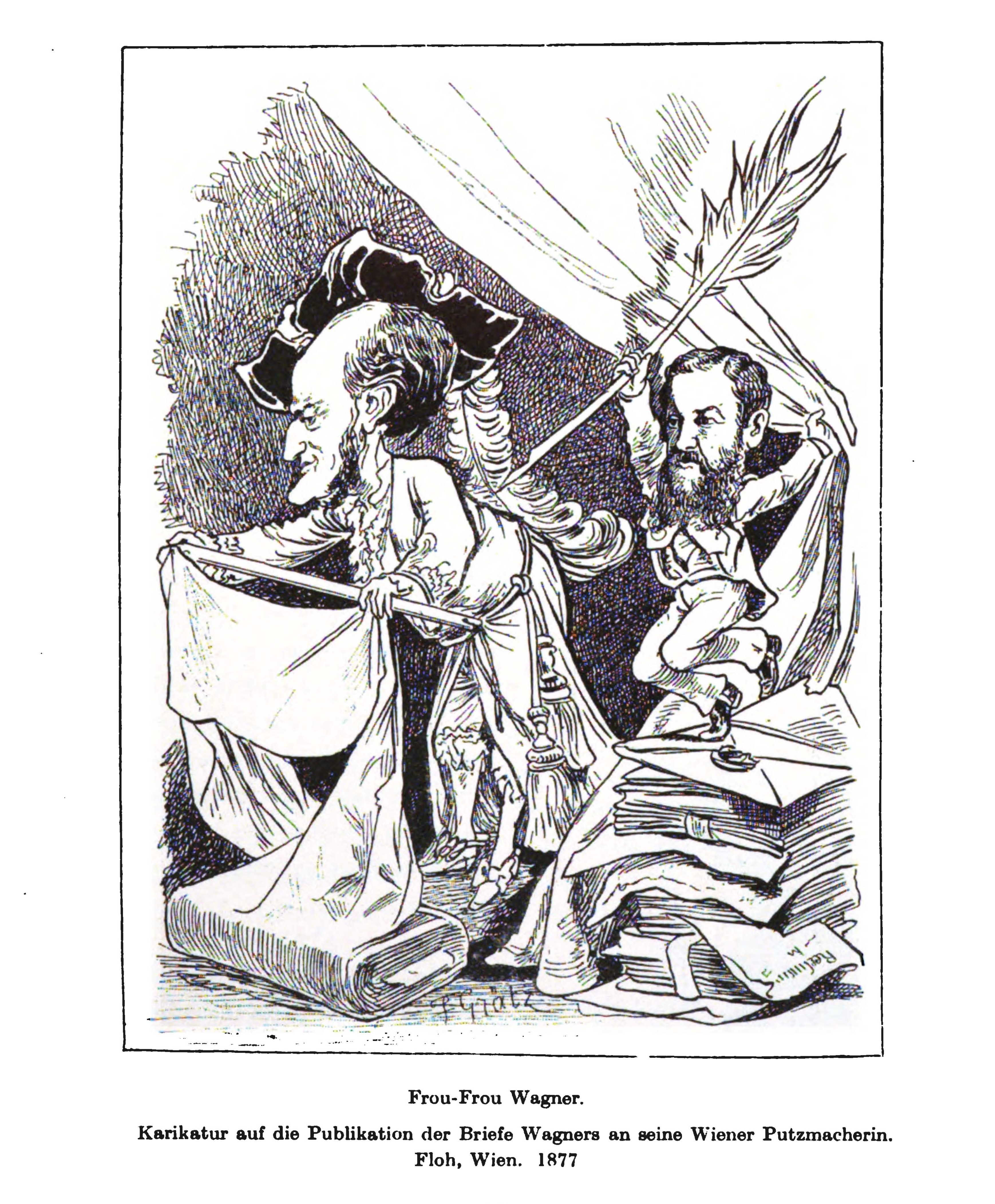
Frou-Frou Wagner. Karikatur in der Wiener Zeitschrift „Der Floh“ im Jahre 1877 auf die Publikation der Briefe Wagners an eine Putzmacherin, rechts der Herausgeber der Briefe Daniel Spitzer. Die Karikatur wurde erneut abgedruckt bei: Ernst Kreowski, Eduard Fuchs (Hrsg.). Richard Wagner in der Karikatur. Behr, Berlin 1907. Seite 85

## Werke (Auswahl)
- Wiener Spaziergänge (7 Bände 1869–86; teils neu herausgegeben, Wien 1993)
- Meisterfeuilletons Wien 1991.
- M. Kalbeck und O. E. Deutsch (Hrsg.): Gesammelte Schriften, 4 Bände, 1912–14
- Verliebte Wagnerianer. Novelle. 1880
- Das Herrenrecht. Novelle 1877
- Briefe Richard Wagners an eine Putzmacherin, 1877. Kommentiert von Daniel Spitzer